# Charlotte Cooper
Charlotte Reinagle Cooper (Ealing, 22 de setembro de 1870 – Helensburgh,  10 de outubro de 1966) foi uma tenista britânica e a primeira mulher a ganhar uma medalha de ouro olímpica.

## Biografia
Charlotte foi uma das primeiras tenistas a usar o voleio, técnica que a ajudou a conquistar o primeiro torneio de simples de Wimbledon em 1895. Ela costumava ir de bicicleta da casa de seus pais em Surret até Wimbledon, onde viria a conquistar o título em 1895, 1896, 1898, 1901 e 1908.
"Chattie", como era apelidada, tornou-se a primeira mulher a conquistar uma medalha de ouro olímpica. Ela venceu o torneio de simples nos Jogos Olímpicos de Verão de 1900 em Paris, na França, quando foi permitida a participação feminina nos Jogos pela primeira vez. Copper ainda conquistou o torneio de duplas mistas ao lado de Reginald Doherty.
Sua maior rival era Blanch Hillyard, tenista que a derrotou em três torneios de Wimbledon. Cooper finalmente superou a rival na final de 1901. Em 1902 fez uma das mais estranhas finais desse torneio, quando enfrentou Muriel Robb. Depois de interrompida com o placar de 1 set a 1 - Cooper ganhou o primeiro, 6-4 e Muriel o segundo, 13-11 - a partida foi recomeçada no dia seguinte, quando Robb venceu por 7-5, 6-1. O total de 56 games disputados em dois dias nunca mais foi superado em uma final feminina de Wimbledon. Ela tinha 37 anos e 282 dias quando conquistou o quinto título em Wimbledon, o que a fez a mais velha a conquistar o torneio de simples feminino.
Charlotte Cooper morreu em 1966 aos 96 anos de idade.

## Finais de Grand Slam

### Títulos (5)
| Ano  | Campeonato    | Adversária na final | Placar na final |
| 1895 | Wimbledon     | Helen Jackson       | 7-5, 8-6        |
| 1896 | Wimbledon (2) | Alice Pickering     | 6-2, 6-3        |
| 1898 | Wimbledon (3) | Louise Martin       | 6-4, 6-4        |
| 1901 | Wimbledon (4) | Blanche Hillyard    | 6-2, 6-2        |
| 1908 | Wimbledon (5) | Agnes Morton        | 6-4, 6-4        |

### Vice-campeonatos (5)
| Ano  | Campeonato | Adversária na final | Placar na final |
| 1897 | Wimbledon  | Blanche Hillyard    | 7-5, 5-7, 2-6   |
| 1899 | Wimbledon  | Blanche Hillyard    | 2-6, 3-6        |
| 1900 | Wimbledon  | Blanche Hillyard    | 6-4, 4-6, 4-6   |
| 1902 | Wimbledon  | Muriel Robb         | 5-7, 1-6        |
| 1904 | Wimbledon  | Dorothea Douglass   | 0-6, 3-6        |